# Episkyros

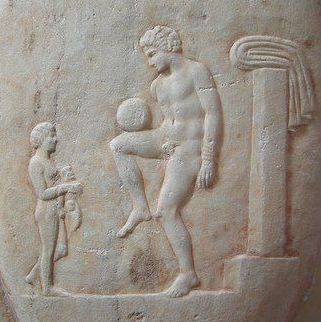
El episkyros, una de las primeras formas de fútbol documentada en este relieve, circa años 375-470 a. C. La figura es utilizada a modo de reconocimiento en los trofeos de la Copa Europea de Fútbol.

Episkyros fue un juego de pelota de la Antigua Grecia, y es reconocido por la FIFA como una de las primeras formas de fútbol. El hallazgo arqueológico, que es una representación en relieve que muestra un atleta griego manteniendo el equilibrio con el balón en el muslo,  es también la imagen que se reproduce en el grabado del trofeo de la Copa Europea de Fútbol.  Esta pieza se encuentra en el Museo Arqueológico Nacional de Atenas. La palabra griega episkyros significa «defensor».

## Modalidad del juego
El juego, que fomentaba el trabajo en equipo, se jugaba con una pelota de cuero llamada folis, pintada con colores brillantes. Requería dos equipos normalmente de entre 12 y 14 jugadores cada uno, y según las reglas se permitía el uso de las manos. A pesar de que era un juego de pelota, era violento, al menos en Esparta.
Los equipos intentaban lanzar el balón por encima de la cabeza de los jugadores del otro equipo. Había una línea blanca entre los equipos llamada skuros y otra línea blanca detrás de cada equipo. Los equipos se iban pasando el balón hasta que un miembro del equipo llegaba a la línea marcada. En Esparta se jugó una versión de este juego durante un festival anual de la ciudad que incluyó cinco equipos de 14 jugadores. Al principio jugaban únicamente hombres, pero también lo practicaron las mujeres. 

## Relatos
Aparentemente este juego tenía popularidad, y datan de ello algunas fuentes. Sobre este deporte existen citas de Galeno, Arriano y Antífanes, entre otros. Plutarco narra en su obra Vida de Alejandro, una escena, donde los macedonios jugaban a la pelota, y Serapión reclamaba a Alejandro Magno que nunca le daba la pelota, a lo que este le respondió «¡si nunca me la pides!». Homero relataba una escena de zancadilla en el siglo VIII a. C.

...Inclinándose hacia atrás, y el otro desde el suelo saltando lo agarró. Sus pies volvieron a tocar el suelo. Y después de probar su arte en la esfera, volaban. En línea recta, tomó y bailó a la tierra en el alféizar. Y todos aplaudieron
Homero, ωδή θ, 370 εως 379

El poeta cómico Antífanes relataba en el siglo IV a. C. amagues y engaños durante el juego:

Obtuvo la pelota y se echó a reír, cuando la pasó a un jugador y, al mismo tiempo, dijo que se la daría a otra persona. Empujó a otro jugador adversario para que lo interrumpiera, mientras se escuchaban gritos y voces: ¡fuera de juego! ¡golpeó su cabeza! ¡anulado!
Antífanes

El médico griego Galeno lo refería como una actividad saludable, que no diferencia estratos sociales, y lo comparaba con la guerra misma:

Incluso los más pobres juegan con una pelota, porque ella no necesita de redes, armas, caballos ni perros de caza ... Y lo que es más conveniente, es un juego que todos puedan jugar independientemente de ¿su propiedad y su trabajo? 
El juego de pelota no solo es un buen ejercicio para las piernas, sino que también es bueno para las manos. También entenderá que el juego de pelota ejercita la vista si piensa que cualquiera que no pueda calcular su órbita ni siquiera puede atraparla. Además, el jugador afilará su habilidad crítica. 
Aquí está también la perspectiva de la guerra: no es difícil entender que el juego de pelota ejerce sobre los movimientos más importantes en que las leyes de la ciudad confían a sus generales: atacar el momento adecuado y no ser percibido
Galeno

## Otros deportes con pelota

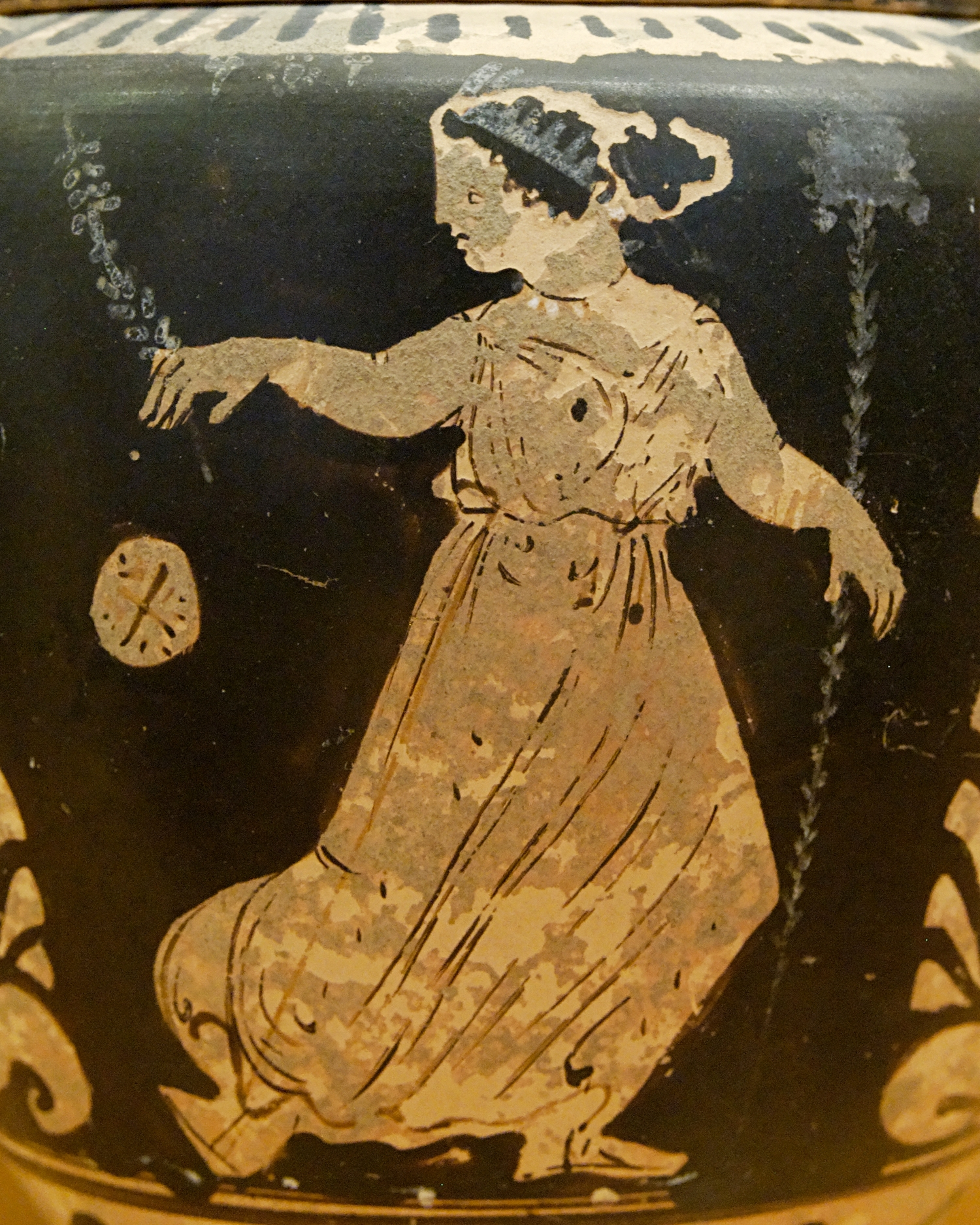
Mujer jugando episkyros, hallada en la Magna Grecia, siglo IV a. C.

Hay otros deportes que practicaban los griegos que se jugaban con pelota, existía un juego similar llamado φαινίνδα - faininda, llamado «juego engañoso», provenía del verbo φενακίζω - fenakizo, «(I) engañar, mentir».) Otros fueron: ἀπόῤῥαξις (aporrhaxis) («juego de pelota de rebotes»), οὐρανία (ourania), «lanzar pelotas altas» y quizás el σφαιρομαχία  (sphairomachia), literalmente «batalla del balón», de σφαῖρα (sphaira ) «pelota, esfera» y μάχη (mache), «batalla», aunque se ha argumentado que el σφαιρομαχία, es de hecho una competición de boxeo —las esferas eran en realidad un tipo de guantes.—
El epyskyros más tarde fue adoptado por los romanos, que lo renombraron en el harpastum, con leves modificaciones, la latinización del griego ἁρπαστόν (harpaston), neutro de ἁρπαστός (harpastos), «llevar», del verbo ἁρπάζω (harpaço), «(I) apoderarse, arrebatar».
Julio Polux incluye la phaininda y el harpastum en la lista de juegos de pelota:

La Phaininda toma su nombre de Phaenides, que es su primer inventor, o de phenakizein (engañar), porque el balón lo tiene un hombre y luego pasa a otro que lo tira, contrariamente a lo esperado. Es probable que este sea el mismo juego que el de la pelota pequeña, que lleva el nombre de harpazein (arrebatar) y quizás se podría llamar el juego con la pelota blanda con el mismo nombre.
Julio PoluxOnomasticon